# 막다른 골목의 추억
"막다른 골목의 추억"(일본어: デッドエンドの思い出)은 2019년에 개봉한 대한민국 & 일본의 합작 영화이다. 

## 캐스팅
- 수영 : 유미 역
- 타나카 슌스케 : 니시야마 역
- 안보현 : 태규 역
- 동현배 : 진성 역
- 배누리 : 유정 역
- 이정민 : 니코 역
- 히라타 카오루 : 아야 역
- 와카스기 코가라시 : 첸 역

## 같이 보기
- 2019년 대한민국의 영화 목록